# イタチョコシステム
イタチョコシステムは、ラショウの営むソフトハウス。1994年に設立。神戸市中央区に本拠を置く。ゲームの音楽については、大槻由紀子（名義は「Y．オーツキ」）が1998年まで担当していた。
ゲーム情報サイトの4Gamer.netは「90年代マルチメディアブームにオルタナティブな存在として、秋葉原や吉祥寺など、数店舗にて営業していた」ソフトハウスで「ラショウのストレートなインスピレーションがゲームやグッズに次々と落とし込まれるスタイルで話題となった」と説明している。

## ヘナチョコゲーム
第一作　ヘナチョコタービー
Macintosh初の競馬ゲームとして発売。いろいろな馬の血を混ぜて自分だけの馬を作り、競馬をするというゲームである。通販を行ったが、全然売れなかったらしい。
第二作　サイテイバード
鵜飼いのゲーム。何の知識もないまま開発に入ったため、「そもそも鵜飼いってなんだ?」ということすら分からず、図書館に通いつめだったらしい。通販も行ったが全然売れず、イタチョコは一時経営危機に陥った。
第三作　難しい本を読むと眠くなる
読書の途中でまどろむレディを操作して小人と遊ぶゲーム。
第四作　あの素晴らしい弁当を2度3度
お弁当屋さんシミュレーションゲーム。プレイヤーは弁当屋となり、弁当のメニューを考えて販売し、経営を行う。経営危機で日々の食費にまで困っていたとき思いついたらしい。やや売れて小ヒットとなった。このゲームからイタチョコは自主通販から一般流通へと販売方法を転換した。
第五作　野犬ロデム
野良犬シミュレーションゲーム。公園に捨てられた犬「ロデム」を操り、小自然に立ち向かう。ロデムは寒さや外敵に弱くすぐ死んでしまう。自由度の高さが売りで、パッケージの惹句に「異常なほどの自由度！」と書かれていた。「あの素晴らしい弁当を2度3度」に次ぐヒットとなった。
上記の第五作までが2004年にWindowsに移植された。
第六作　蒸し蒸しチキンそり旅行
第五作に登場したロデムたちの引くそりに乗って極点を目指す。マックワールドエクスポに出展するために製作されたが間に合わなかった。
第七作　うそつきと私
ガキ大将シミュレーションゲーム。転校してきた「私」が仲間と共に数々の敵に立ち向かう。全五話。ラショウが以前製作した『ボコスカウォーズ』が元となったらしい。
第八作　おませなおませな屋台大作戦
世界初の屋台料理シミュレーション。「あの素晴らしい弁当を2度3度」と「野犬ロデム」を無理矢理合体させた物。ロデムを捨てたババビールが屋台を経営し、ペットショップに入ってしまったロデムを買い戻そうとするストーリーである。
第九作　ニセミジンコのうそひみつ
第9作目記念作品。飼育ゲームを目指して開発を始めたが、全く違うゲームになってしまった。1996年のマックワールドエクスポに出展するために製作されたが、これも間に合わなかった。
第十作　私の傘のアメツチは
未発売。最も時間と費用をかけたゲームだったらしい。
第十一作　スロプロウエスタン
開拓者となり、荒野の画面を開拓していく。簡単なゲームを目指したはずだったが、本ソフトハウスのゲームの中でも最も難解なゲームになってしまったらしい。
第十二作　ラーメンスペシャル
「あの素晴らしい弁当を2度3度」の具をラーメンに変えたゲーム。
第十三作　ロデムッチ
『野犬ロデム』の続編。前作ではすぐ死んでしまうロデムが、多少死ににくくなり、植物や動物の種類も増え、植物が犬に寄生するなどイベントも豊富となった。
ワレ、ウマソウニ見エズ
炒め物作成ゲーム。大衆型、学生型、労働者型、迫り来る様々な「定食屋使徒」を、炒めゲリオンを作って撃退する。
ワインはワイ
ワイン作りゲーム。ワイン作りやそのおいしさを視覚的象徴的な世界にたとえ、歴史巻物としてワインラベルを創世する。
イタチョコの野望
熾烈なPC販売競争をモチーフとしたゲーム。
プレステ版　あの素晴らしい弁当を2度3度
「あの素晴らしい弁当を2度3度」をプレイステーションに移植しようとしたものの、1998年12月開発中止が発表された。
ジャングルと私
『うそつきと私』第一話の改造ゲーム。「ホットシート」形式で対戦プレイができる。1996年のマックワールドエクスポで合言葉を言えば購入できたらしい。その後、グッズ店でも販売された。次回作は『エジプトと私』となっている。
ギャラクレヤン
他のゲーム発売が遅れた時に出されたおわびゲーム。給料を奪いに襲来するボランティアオーツキを、ラショウがラショウカップを投げて倒す。全9面。他にもイタチョコに関わる人や物が多数登場する。
インゼイクレヤン
CD『ニセゲームミュージックのうそひみつ』に収録されている、『ギャラクレヤン』のパロディゲーム。CDの印税を狙うラショウをオーツキがCDを投げて撃退する。
ボコスカヘッズ
イタチョコ初のCGIを利用したMMORPGの要素のあるネットゲーム。舞台はイタンデリアとチョコフォーレ。世界観はボコスカウォーズを基にしている。普通のMMORPGでは普通にみられるモブ（いわゆる「雑魚敵」の事）はほとんど存在せず、原則として鍛錬のみでキャラクターの能力値を上げる。基本的に戦う、争うよりも語るのがメインである。原因不明のバグが発生し、復旧のため一時休止宣言を行ったが、復旧の目処が立たないまま、2001年の夏に終了宣言。
ネコリス
多人数乱入参加型の落ち物パズルのようなCGIを利用したゲーム。ネコ＋テトリスから名前が付けられたと思われ、笹木竹丸の『ネコリスちゃん』および芝村裕吏が創作した無名世界観にでてくるUMAである「01ネコリス」とは無関係である。また、Team Dyquem!がiPhone向けに配信しているパズルゲーム「ネコりす」とは全くといっていいほどゲームシステムが異なる。ゲームシステムとしてはテトリスよりも、メテオスのような降り方のブロックと横移動のみにしたヨッシーのクッキーを合わせたような感じである。このゲームは、同色をくっつけて消すというものが多い他のパズルゲームとは違い、盤面上に役を作ってブロックを消していく、というシステムを採用している。盤面を1度動かすには「チキン」という物が必要であるが、このチキンを得るには役を作らなければならず、また、チキンを減らすマイナス役も存在するので注意を要する。このマイナス役の存在により、マイナス役によってチキンを失うのを避ける為盤面を動かさなければならないがそれにもやはりチキンが必要となるのでどう転んでもチキンが減ってしまう、といった状況も稀に発生する。また初期チキンの数も決して多いとは言えず、役の作成も易しくない上に、役による獲得チキンも非常に少なく、常に２～３ターン以内で役を作らないとチキン切れによる手詰まりが起きるという状況であり、さらに（降ってきた物によって役が偶然できない限り）チキンを使い切っても確実に役ができないため手詰まりという状況も頻発するため、ゲームとして成り立っていない難易度といえる。
南ソーイング里ミシン発見伝
初のMac OS Xゲーム。2007年12月末リリース。ミシンを踏んで美しい布を作り依頼主に買い取って貰う。「ミシン犬士」を集めることでさらに美しい布が作れるようになる。『南総里見八犬伝』にちなみ怨霊玉梓ならぬラショズサが登場する。
Wine(ワイン)はY
旧作のリメイク版。曰く、「ワイン作りのすてきなぼうとくゲーム」。
野犬のロデム
『野犬ロデム』に新機能を加えたリメイク版。2014年にPlayStation Mobileでリリースされたのち、2015年にiOS/Android/PS Vitaに移植された。
弁当の素晴らしさをあの2度3度
2013年にiOS向け移植版が出た『あの素晴らしい弁当を2度3度』に新機能を加えたリメイク版。2016年にiOS/Androidに配信された。翌2017年4月には生ハムと焼うどんとコラボした『弁当の素晴しさをあの2度3度～生ハムと焼うどん編』（PS Vita/iOS版）が配信されたが、同月中に生ハムと焼うどんは活動休止した。

2020年3月24日現在 販売中のタイトル（販売：株式会社ピグミースタジオ）
| タイトル                   | タイトル                   | 機種    | 機種 | 機種    | 機種 | 機種     | 機種   |
| タイトル                   | タイトル                   | PS Vita | iOS  | android | PS4  | XBox One | Switch |
| -------------------------- | -------------------------- | ------- | ---- | ------- | ---- | -------- | ------ |
| 野犬のロデム               | 野犬のロデム               | ○       | ○    | ○       | ×    | ×        | ×      |
| 弁当の素晴しさをあの2度3度 | 弁当の素晴しさをあの2度3度 | ○       | ○    | ×       | ×    | ×        | ×      |
| 弁当の素晴しさをあの2度3度 | 生ハムと焼うどん編         | ○       | ○    | ×       | ×    | ×        | ×      |
| ボコスカウォーズ II        | ボコスカウォーズ II        | ×       | ×    | ×       | ○    | ○        | ○      |

## 店舗
直営店。ゲームやグッズを販売している。不定期営業。

### 現存する店舗
なし

### 過去の店舗
- イタチョコシステム吉祥寺店
- イタチョコシステム秋葉原店
- イタチョコワールドエキスポ（仮）
- イタレリィ・チョコレリィ（高田馬場）
- テアトルイタチョコ（東池袋、2007年3月閉鎖）
- イタチョコジョウルリグッズカフェ（渋谷、2008年2月29日～3月2日限定オープン）
- むづかしい月（神戸、2011年7月～2014年11月）
- イタゲーセン・チョコシス＆テム（神戸、2016年1月～2017年12月）

## CD・DVD

### CD
- ニセゲームミュージックのうそひみつ(2001年)
- 比喩の歌
- イタチョコ=ラショウの変な歌
- イタチョコ浄瑠璃曲傑作3曲（其の一）

### DVD
- イタチョコ浄瑠璃DVD「鵺の首」
- イタチョコ浄瑠璃DVD「南ソーイング里ミシン発見伝」